# BAAD
BAAD（バード）は、日本のロックバンド。所属芸能事務所はB ZONE傘下の株式会社ギザアーティスト（Ading）。所属レコードレーベルはB ZONE傘下のGIZA studio。1990年代のビーイング系バンドとしては、珍しく織田哲郎や栗林誠一郎などによる楽曲提供を受けていない。
1992年に結成、メンバーチェンジと解散を経て、2023年に再始動。

## メンバー
※担当楽器の表記は、公式サイトに掲載のプロフィールに準拠。
| 名前                               | プロフィール                                                     | 担当                             | 在籍時期 | 在籍時期 | 備考 |
| 名前                               | プロフィール                                                     | 担当                             | 第1期    | 第2期    | 備考 |
| ---------------------------------- | ---------------------------------------------------------------- | -------------------------------- | -------- | -------- | --- |
| 山田恭二 （やまだ きょうじ）       | 1968年6月14日（57歳） 日本 埼玉県浦和市 （現・さいたま市浦和区） | ボーカル 作詞                    | ●        |          | 結成前は、「Shadows of Rainbow」のボーカルを務めていた。 |
| 大田紳一郎 （おおた しんいちろう） | 1967年8月2日（57歳） 日本 愛媛県宇和島市                         | ギター コーラス 作詞・作曲・編曲 | ●        | ●        | 解散後は、新井と共に結成した「RAD HAMMER」での活動を経て、2004年〜2024年は徳永暁人と吉本大樹で結成した「doa」で活動をし、2025年より吉本大樹と「SO×DY」を結成し活動している。 |
| 小林正道 （こばやし まさみち）     | 4月17日生 日本 千葉県                                            | ベース 作詞・編曲                | ●        | ●        | KIX-Sの5th アルバム『MOTHER』に参加している。 また、MANISHのテレビ出演時において、時折サポートベーシストを務めていた。                                                       |
| 新井康徳 （あらい やすのり）       | 1967年10月28日 - 2023年5月22日（55歳没） 日本 東京都             | ドラムス 作詞・編曲              | ●        | ●        | 解散後は、大田と共に結成した「RAD HAMMER」での活動を経て、工務店に勤務しつつ、古澤正一と相澤圭介で「03BAND」を結成し活動していた。                                           |
| 秦秀樹 （はた ひでき）             | 12月15日生 日本 岐阜県                                           | ボーカル 作詞・編曲              |          | ●        | 解散後は、「ARROW」のボーカルを務めていた。 |

- 1994年より山田の表記が“Lead Vocal”、大田の表記が“Guitar・Vocal”となり[11]、ツインボーカル体制になった。
- 2001年頃までZARDやFIELD OF VIEWの作品にコーラスなどで参加した大田のクレジットには“from BAAD”と表記されていた。
- 2023年以降は第1期メンバーで活動を行っているが、表舞台での活動は山田と大田の2人であり、小林と新井はコメント発表など裏方で活動をしている。

## 来歴
Being音楽振興会（後のBeing Music School）に通っていた山田恭二は、振興会内のオーディションで高く評価された。当時の振興会の社長を介してプロデューサーの長戸大幸に紹介され、デビューの話を持ち掛けられる。
BADオーディション出身の大田紳一郎は、長戸に「BAADってのがあるんだけど、君一緒にやってくれ。明日レコーディングするから、MOD STUDIOに来てよ」とデビューの話を持ちかけられた。
この二人と、小林正道、新井康徳の四人でBAADが結成された。1992年のことである。
1993年、ZAIN RECORDSからシングル『どんな時でもHold Me Tight』でデビュー。
1994年、3rdシングル『君が好きだと叫びたい』がヒットを記録。
1996年、歌の技術面や、メンバーや周りのスタッフを巻き込むほどのパワーが足りなかったため、事務所から「無理して一緒にやっているより、脱退したほうがいいんじゃないか」と提案され情意投合の上、山田が脱退。大田は、ライブをやりたい気持ちや売り上げなどのプレッシャーがあり、自分のことに必死で無意識に山田を追い込んでしまったのも要因ではないかと語っている。なお、脱退後はソロとして活動するため曲作りをしていたが、思うようにいかないまま1年ほどで契約が切れ、自然消滅するかたちになったという。その後、後任として秦秀樹が加入し、レコード会社をZAIN RECORDSから日本コロムビア内Beat reCレーベルに移籍。
1999年、秦が脱退。その後、大田がボーカル＆ギター、小林がベース、新井がドラムの3人体制で楽曲の制作や事務所のスタジオで練習をするなどしていたが、契約の問題があり解散。
2021年8月、大田がBAADの元メンバーとして、YouTubeチャンネル『vivichannel』にてビーイング(現・B ZONE)創業者・長戸大幸の妻であるCHIAKIと共に「君が好きだと叫びたい」をデュエット歌唱した。
2022年8月5日、大田がBAADの元メンバーとして、テレビ朝日系アニメ『SLAM DUNK』第1期エンディングテーマを担当した大黒摩季と共にミュージックステーションに出演し、「君が好きだと叫びたい」を披露した。
2023年、2022年12月に山田が受けた雑誌のインタビュー記事をディレクターの寺尾広が見て、山田に連絡をした。寺尾から「「君が好きだと叫びたい」での出演依頼がテレビ局などからあるんだけど？」という話をされ、山田は30年も何もやってなくて実際自分の歌がまた通用するの分からなかったため、二人でカラオケ屋に行き、「君が好きだと叫びたい」を歌い、寺尾に聞いてもらった。その後、寺尾が山田が歌ってる様子を撮った動画を長戸に見せ、「いいね、進めようよ！」と再始動の動きが始まった。
同年3月20に行われた大田のソロライブを山田と寺尾で観に行き、終わってから楽屋で再会を果たした。その時に5月18に行われる「寺尾祭り」のゲスト出演の話をされ、大田が山田に「やろうよ、頼むよ」とお願いした。
山田と大田が再会した同じくらいのタイミングに、寺尾が小林と新井に会いに行き、二人とも再結成に快諾してくれた。
同年5月18日、大阪・hillsパン工場で行われたライブイベント『THURSDAY LIVE〜寺尾広プレゼン企画〜』に山田と大田がスペシャルゲストとして出演。「君が好きだと叫びたい」、「TAKE MY DESIRE」、「LOST IN TWILIGHT」、「I WILL NEVER SAY GOOD-BYE」、「SADISTIC LOVE」、「君はマニュアル通りには動かない」、アンコールとして「ENDLESS CHAIN」、「君が好きだと叫びたい」の計8曲を披露した。なお、山田がボーカルを務めるライブはこの時が初である。
同年6月12日、5月22日に新井が死去したことが公式サイトで発表された。1年後に山田と大田のインタビュー記事にて、癌であったことが公表された。
同年7月7日、1993年～1994年までの第1期メンバーでリリースされた楽曲のサブスクを解禁。
同年10月、6日と7日に開催されたマレーシア世界遺産都市マラッカでの初のアニメ音楽フェス『第一回　シェンタイ「シティー・オブ・ホープ」ジャパン アニソンフェスティバル2023』に大田が出演。なお、大田がBAADのリードボーカルとしてライブで歌唱したのは、この時が初である。
2024年3月16日、『歌える!J-POP 黄金のヒットパレード決定版!』に山田と大田が出演。30年ぶりのテレビ出演で、「君が好きだと叫びたい」を披露した。
同年4月・6月、第1期初となるワンマンライブを大阪と東京にて開催。
同年6月26日、テレビ東京開局60周年特別企画『テレ東ミュージックフェス 2024 夏 〜昭和の常識は…令和の非常識！ヤバい昭和の超名曲 vs 令和ヒット曲100連発〜』に山田と大田が出演。
2025年7月5日に開催されたイベント『Evolvin GOLF ROCK FES 2025』に山田と大田が出演。
同年7月25日、『ラヴィット!』に山田と大田が出演。「君が好きだと叫びたい」をTBS系列で初披露した。

## バンド名の由来
「BAAD」というバンド名は、プロデューサーである長戸大幸が付けたもので、最上級のBADという意味である。

## ディスコグラフィ

### シングル
|              | 発売日        | タイトル                       | 楽曲制作                                                | カップリング曲          | 規格         | 規格品番     | 最高位       | 初収録アルバム    | ラインアップ |
| ZAIN RECORDS | ZAIN RECORDS  | ZAIN RECORDS                   | ZAIN RECORDS                                            | ZAIN RECORDS            | ZAIN RECORDS | ZAIN RECORDS | ZAIN RECORDS | ZAIN RECORDS      | ZAIN RECORDS |
| ------------ | ------------- | ------------------------------ | ------------------------------------------------------- | ----------------------- | ------------ | ------------ | ------------ | ----------------- | ------------ |
| 1st          | 1993年2月17日 | どんな時でもHold Me Tight      | 作詞：山田恭二 作曲：瀬木祐未子 編曲：明石昌夫          | 眩しいRomance           | 8cm CD       | ZADL-1004    | 81位         | BAAD              | 第1期        |
| 2nd          | 1993年5月26日 | 愛したい愛せない               | 作詞：山田恭二 作曲：羽田一郎 編曲：葉山たけし          | ときめきのままに        | 8cm CD       | ZADL-1009    | 23位         | BAAD              | 第1期        |
| 3rd          | 1993年12月1日 | 君が好きだと叫びたい           | 作詞：山田恭二 作曲：多々納好夫 編曲：明石昌夫          | TAKE MY DESIRE          | 8cm CD       | ZADL-1024    | 16位         | BAAD              | 第1期        |
| 4th          | 1994年7月27日 | 抱きしめたいもう一度           | 作詞：山田恭二 作曲：川島だりあ 編曲：明石昌夫          | 想い出が強すぎて        | 8cm CD       | ZADL-1033    | 50位         | GET BACK TOGETHER | 第1期        |
| 5th          | 1994年11月9日 | 君はマニュアル通りには動かない | 作詞：山田恭二 作曲：大田紳一郎 編曲：明石昌夫          | RAIN                    | 8cm CD       | ZADL-1038    | 83位         | GET BACK TOGETHER | 第1期        |
| Beat reC     |               |                                |                                                         |                         |              |              |              |                   |              |
| 6th          | 1996年8月7日  | 戻れない時間(とき)の中         | 作詞：BAAD 作曲：大田紳一郎 編曲：BAAD                  | I Wanna Hold Your Heart | 8cm CD       | CODA-1019    | 圏外         | B-SOUL            | 第2期        |
| 7th          | 1997年7月23日 | 胸に抱いて忘れない             | 作詞：早川悠 作曲：大田紳一郎 編曲：BAAD                | 雨に濡れたヒマワリ      | 8cm CD       | CODA-1310    | 圏外         | B-SOUL            | 第2期        |
| 8th          | 1998年2月21日 | Kiss Me                        | 作詞：大田紳一郎 作曲：大田紳一郎 編曲：BAAD・T. SAITOH | もう悲しませない        | 8cm CD       | CODA-1453    | 圏外         | B-SOUL            | 第2期        |
| 9th          | 1998年5月23日 | FOLLOW ME                      | 作詞：早川悠 作曲：大田紳一郎 編曲：BAAD・T. SAITOH     | So Many Cry             | 8cm CD       | CODA-1529    | 圏外         | B-SOUL            | 第2期        |
| 10th         | 1998年8月5日  | 恋してはじめて知った君         | 作詞：BAAD 作曲：大田紳一郎 編曲：BAAD・T. SAITOH       | NAKED                   | 8cm CD       | CODA-1602    | 圏外         | B-SOUL            | 第2期        |

### アルバム

#### オリジナル・アルバム
|              | 発売日         | タイトル          | 規格         | 規格品番     | 最高位       | ラインアップ |
| ZAIN RECORDS | ZAIN RECORDS   | ZAIN RECORDS      | ZAIN RECORDS | ZAIN RECORDS | ZAIN RECORDS | ZAIN RECORDS |
| ------------ | -------------- | ----------------- | ------------ | ------------ | ------------ | ------------ |
| 1st          | 1994年2月23日  | BAAD              | CD           | ZACL-1004    | 16位         | 第1期        |
| 2nd          | 1994年11月21日 | GET BACK TOGETHER | CD           | ZACL-1016    | 圏外         | 第1期        |
| Beat reC     |                |                   |              |              |              |              |
| 3rd          | 1998年9月23日  | B-SOUL            | CD           | COCP-30050   | 圏外         | 第2期        |

### 映像作品
| 発売日       | タイトル                                   | レーベル       | 規格 | 規格品番    | 最高位 | ラインアップ |
| ------------ | ------------------------------------------ | -------------- | ---- | ----------- | ------ | ------------ |
| 2012年8月8日 | LEGEND of 90's J-ROCK「LIVE BEST & CLIPS」 | B-Gram RECORDS | 2DVD | JBBS-5005/6 | 14位   | オムニバス   |

### 参加作品
※◆は「BAAD」名義のCDには未収録の楽曲。
| 発売日         | タイトル                                                                                      | BAADの楽曲                                                                       |
| -------------- | --------------------------------------------------------------------------------------------- | -------------------------------------------------------------------------------- |
| 1994年3月12日  | Various Artists『SLAM DUNK オリジナルサウンドトラック』                                       | 君が好きだと叫びたい                                                             |
| 1994年3月26日  | Various Artists『愛と疑惑のサスペンス エンディングテーマ曲集』                                | 街は優しく色づいていく（アルバム『BAAD』に収録されているものとは別バージョン） ◆ |
| 1995年3月20日  | Various Artists『SLAM DUNK オリジナルサウンドトラック 〜Special TV Version〜』                | 君が好きだと叫びたい（TVサイズ） ◆                                               |
| 1995年7月24日  | Various Artists『SLAM DUNK オリジナルサウンドトラック3 ['95SUMMER]』                          | ENDLESS CHAIN -CINE VERSION- ◆                                                   |
| 1996年3月20日  | Various Artists『スラムダンク テーマソング集』                                                | 君が好きだと叫びたい                                                             |
| 1997年4月19日  | Various Artists『HIT JAM』                                                                    | 戻れない時間(とき)の中                                                           |
| 2003年4月25日  | Various Artists『vocal compilation 90's hits Vol.1 〜male〜 at the BEING studio』             | 君が好きだと叫びたい                                                             |
| 2003年7月21日  | Various Artists『THE BEST OF TV ANIMATION SLAM DUNK 〜Single Collection〜』                   | 君が好きだと叫びたい ENDLESS CHAIN -CINE VERSION- ◆                              |
| 2005年11月     | Various Artists『COUNTDOWN BEING』                                                            | 君が好きだと叫びたい                                                             |
| 2006年3月1日   | Various Artists『FUN 〜Greatest Hits of 90's〜』                                              | 君が好きだと叫びたい                                                             |
| 2009年12月-    | Various Artists『BEST HIT BEING』                                                             | 君が好きだと叫びたい                                                             |
| 2014年12月17日 | Various Artists『THE BEST OF TV ANIMATION SLAM DUNK 〜Single Collection〜 HIGH SPEC EDITION』 | 君が好きだと叫びたい ENDLESS CHAIN -CINE VERSION- ◆                              |
| 2020年4月8日   | Various Artists『キミが好きだと叫びたい 〜Love & Yell〜 mixed by DJ和』                       | 君が好きだと叫びたい                                                             |

## タイアップ一覧
| 使用年 | 曲名                               | タイアップ                                                                             |
| ------ | ---------------------------------- | -------------------------------------------------------------------------------------- |
| 1993年 | どんな時でもHold Me Tight          | テレビ朝日系『君といつまでも』オープニングテーマ                                       |
| 1993年 | 愛したい愛せない                   | テレビ朝日系ドラマ『ララバイ刑事'93』オープニングテーマ                                |
| 1993年 | 君が好きだと叫びたい               | テレビ朝日系アニメ『SLAM DUNK』第1期オープニングテーマ（第1話 - 第61話）               |
| 1994年 | 街は優しく色づいていく             | 関西テレビ・フジテレビ系ドラマ『愛と疑惑のサスペンス』エンディングテーマ               |
| 1994年 | 君が好きだと叫びたい               | 東映配給アニメ映画『スラムダンク』オープニングテーマ                                   |
| 1994年 | 君が好きだと叫びたい               | 東映配給アニメ映画『スラムダンク 全国制覇だ! 桜木花道』オープニングテーマ              |
| 1994年 | 抱きしめたいもう一度               | テレビ朝日系『リングの魂』エンディングテーマ                                           |
| 1994年 | 君はマニュアル通りには動かない     | テレビ朝日系『音楽ニュース・HO』エンディングテーマ                                     |
| 1994年 | 夢から醒めないで〜Keep it comin'〜 | 名古屋ワープロ学院 CMソング                                                            |
| 1995年 | 君が好きだと叫びたい               | 東映配給アニメ映画『スラムダンク 湘北最大の危機! 燃えろ桜木花道』オープニングテーマ    |
| 1995年 | ENDLESS CHAIN -CINE VERSION-       | 東映配給アニメ映画『スラムダンク 吠えろバスケットマン魂!! 花道と流川の熱き夏』挿入歌   |
| 1996年 | 戻れない時間(とき)の中             | テレビ朝日系『目撃!ドキュン～今夜の決断～』エンディングテーマ                          |
| 1997年 | 胸に抱いて忘れない                 | 東映配給アニメ映画『地獄先生ぬ〜べ〜 恐怖の夏休み!!妖しの海の伝説!』エンディングテーマ |
| 1998年 | Kiss Me                            | テレビ朝日系『スーパーJチャンネル』オープニングテーマ                                  |
| 1998年 | FOLLOW ME                          | テレビ朝日系『今夜は帰して!!』エンディングテーマ                                       |
| 1998年 | 恋してはじめて知った君             | テレビ東京系アニメ『発明BOYカニパン』オープニングテーマ                                |
| 1998年 | 恋してはじめて知った君             | テレビ大阪・サンケイ企画主催 ミュージカル『発明BOYカニパン』CMソング                   |

## ライブ・イベント
| 日程                | ライブタイトル                                                                 | 開催場所                              | サポートメンバー                                       | 備考 | ラインアップ |
| ------------------- | ------------------------------------------------------------------------------ | ------------------------------------- | ------------------------------------------------------ | --- | ------------ |
| 1998年4月 - 5月6日  | BAAD LIVE “B-SOUL” #1 ～Kiss Me～                                              | 4月 - （大阪） 5月6日 - 渋谷nest      |                                                        | | 第2期        |
| 1998年7月31日       | BAAD LIVE “B-SOUL” ＃2 ～FOLLOW ME～                                           | 渋谷nest                              |                                                        | | 第2期        |
| 2023年5月18日       | THURSDAY LIVE〜寺尾広プレゼン企画〜                                            | Hills パン工場                        | 寺尾広(Key) 岩井勇一郎(Gt) 川浪啓太郎(Ba) 車谷啓介(Dr) | 山田と大田のみ出演。 | 第1期        |
| 2023年10月6日 - 7日 | 第一回 シェンタイ「シティー・オブ・ホープ」ジャパン アニソンフェスティバル2023 | アンコール・マラッカ 特設野外ステージ | 岩井勇一郎(Gt) 麻井寛史(Ba) 車谷啓介(Dr)               | 大田のみ出演。 なお、他の日本人アーティスト出演者は、青いガーネット、SARD UNDERGROUND、高山征輝(ZYYG)、Z、池森秀一(DEEN)と全てビーイング(現・B ZONE)所属アーティストであった。 | 第1期        |
| 2024年4月12日       | BAAD LIVE “DRIVING FORCE” vol.1                                                | Hills パン工場                        | 栄先思希(Gt) 川浪啓太郎(Ba) 北川加奈(Key) 伊達慧介(Dr) | 山田と大田のみ出演。 第2期の楽曲も演奏された。 | 第1期        |
| 2024年6月15日       | BAAD LIVE “DRIVING FORCE” ～Kick Off～                                         | 赤羽ReNY alpha                        | 栄先思希(Gt) 川浪啓太郎(Ba) 北川加奈(Key) 伊達慧介(Dr) | 山田と大田のみ出演。 第2期の楽曲も演奏された。 | 第1期        |
| 2025年7月5日        | Evolvin GOLF ROCK FES 2025                                                     | JFE瀬戸内海ゴルフ倶楽部               | 川浪啓太郎(Ba) 啓(Dr)                                  | 山田と大田のみ出演。 | 第1期        |